# Escuela Preparatoria Kinder de las Artes Escénicas y Visuales
La Escuela Preparatoria Kinder de las Artes Escénicas y Visuales (Kinder High School for the Performing and Visual Arts), anteriormente la Escuela Preparatoria para las Artes Escénicas y Visuales (High School for the Performing and Visual Arts, HSPVA) es una escuela prepatoria magnet de las artes en Houston, Texas. Es una parte del Distrito Escolar Independiente de Houston (HISD).

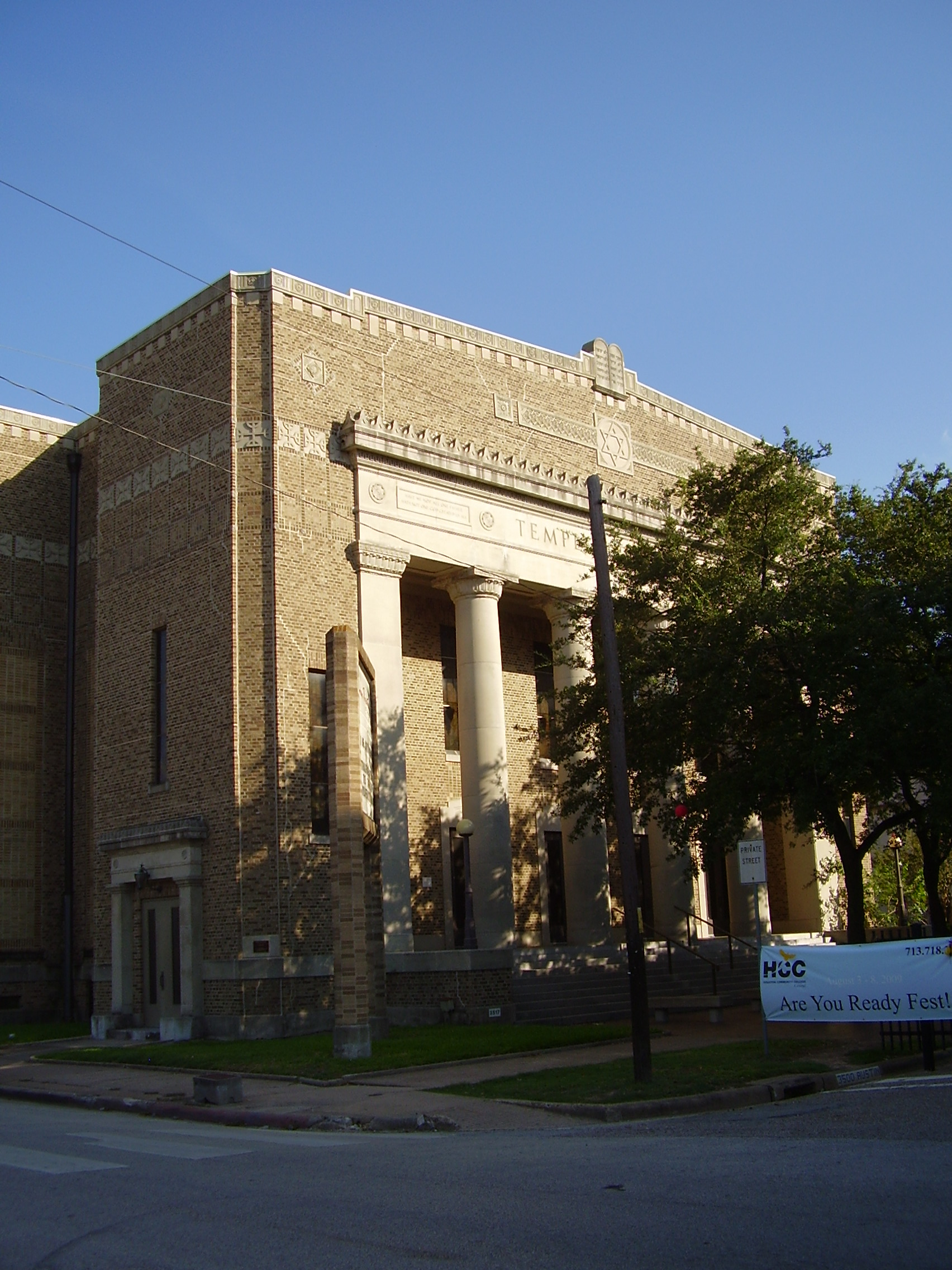
Temple Beth Israel, el primero edificio de la escuela

## Historia
En los años 1970 y 1971, el consejo del HISD recibió cartas que pedían una escuela magnet para las artes.El distrito seleccionó a Ruth Denney como la primera directora de HSPVA. El distrito le pidió a Denney que eligiera uno de tres sitios para la preparatoria: la Escuela Primaria W. D. Cleveland, la Escuela Primaria de Montrose y el ex-Temple Beth Israel. Después de visitar los tres sitios, Denney eligió el edificio del templo, y en mayo de 1971 los planes finales para HSPVA fueron presentados al consejo escolar.
La preparatoria trasladó a 4001 Stanford Street, el sitio del ex-Primaria de Montrose, en 1982.

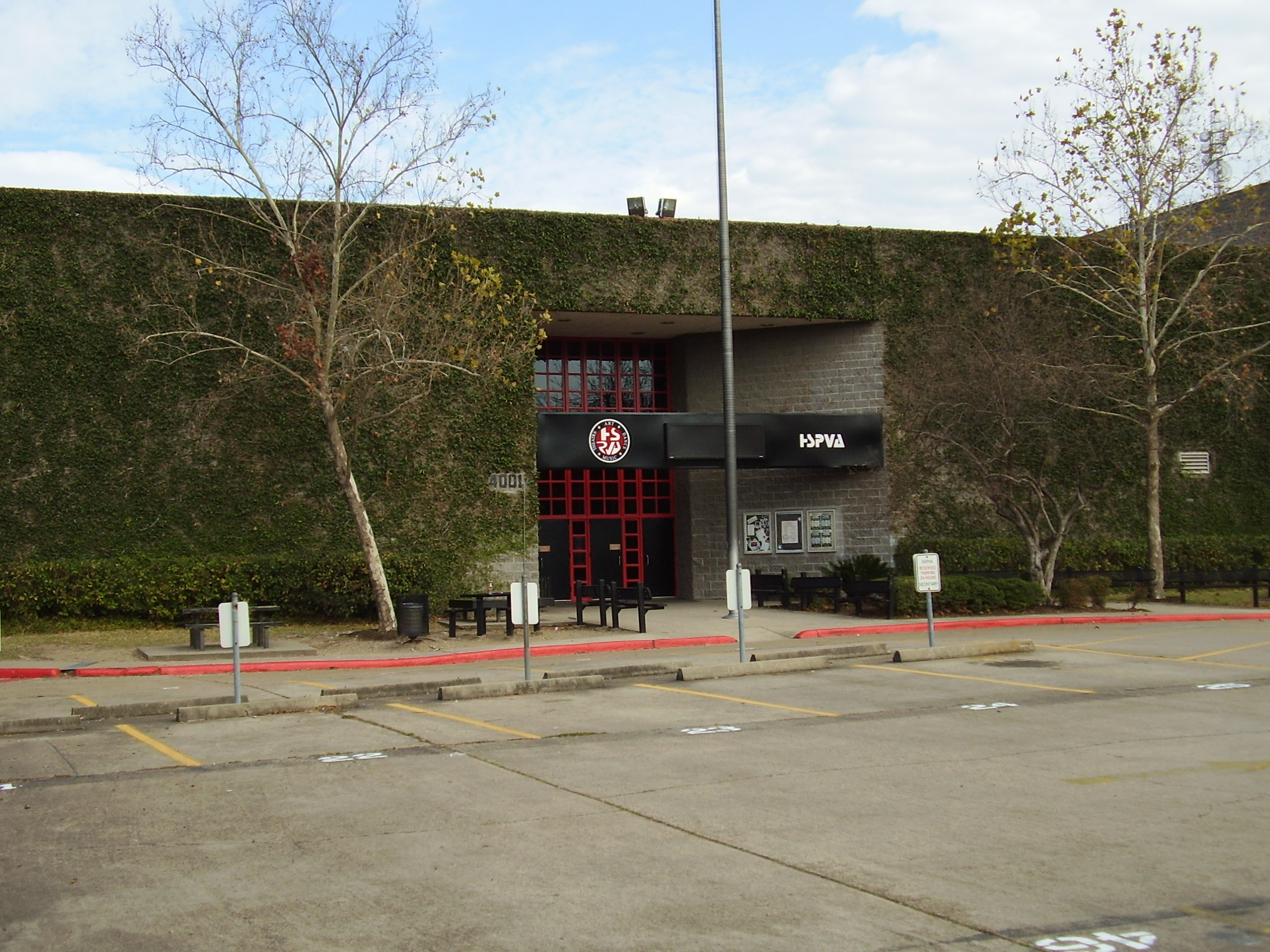
Antigua plantel en Montrose

En diciembre de 2014, inició la construcción del nuevo plantel de HSPVA en Downtown Houston.El edificio actual abrió en enero de 2019.

## Plantel
Una manzana en el centro de Houston tiene la ubicación actual de HSPVA. Esta manzana tenía la Escuela Preparatoria Sam Houston ya la sede administrativa de HISD. El edificio tiene cinco pisos y una área de  168 000 pies cuadrados (15 607,7 m²), con un costo de $88,4 millones. Gensler Architects diseñó el edificio. En el 14 de diciembre de 2014 tiene la colocación de la primera piedra.
El barrio de Montrose tenía la antigua plantel. A partir de 2014 muchos estudiantes practicaban sus artes creativas en los pasillos porque la antigua plantel era pequeña. Muchos residentes de la zona de Montrose, incluyendo estos sin niños que asistieron a la preparatoria, asistieron a los actos escolares de HSPVA. A veces, los estudiantes iban a los cafés y restaurantes después del fin del día oficial de la preparatoria y antes de sus ensayos adicionales.

## Demografía
A partir de 2017, menos de 50% del cuerpo estudiantil eran blancos anglos. Tres códigos ZIP con los mayores números de estudiantes de HSPVA incluyeron los barrios de Meyerland y Montrose, y también el área de West University Place. El cuerpo estudiantil de la preparatoria, en comparación con el total cuerpo estudiantil de HISD, tiene un mayor porcentaje de blancos. A partir de 2017, 15% de los estudiantes de HSPVA son de familias de bajos ingresos. Históricamente, la preparatoria tenía políticas de acción afirmativa, y por lo tanto mayores números de estudiantes de minorías étnicas, pero después de 1997 las políticas de acción afirmativa fueron terminadas.